# Sì pura come un angelo... resterà vergine?
Sì pura come un angelo... resterà vergine? (Josefine - das liebestolle Kätzchen) è un film del 1969, diretto da Géza von Cziffra.